# Wydrycze (Ukraina)
Wydrycze (ukr. Видричі) – wieś na Ukrainie w rejonie koszyrskim obwodu wołyńskiego.

## Historia
Pod koniec XIX w. wieś w gminie Chocieszów, w powiecie kowelskim.